# أكسيداز الأمين الأولي
أكسيداز الأمين الأولي (بالإنجليزية: Primary-amine oxidase)‏ ويُعرف كذلك باسم أكسيداز الأمين الحساس للكربازيد النصفي (SSAO) (
ر.ت.إ

1.4.3.21

) واسمه النظامي هو "أمين أولي: مؤكسِد مختزِل الأكسجين (نازع الأمين)". يحفز هذا الإنزيم التفاعل الكيميائي التالي:
RCH2NH2 + H2O + O2 {\displaystyle \rightleftharpoons } RCHO + NH3 + H2O2
هذه الإنزيمات هي كينوبروتينات [الإنجليزية] نحاسية (5،4،2-ثلاثي هيدروكسي فنيل ألانين كينون)
على غرار أكسيداز أحادي الأمين (MAO)، يمكن لأكسيداز الأمين الأولي (SSAO) نزع أمين الأمينات الأولية قصيرة السلسلة لكنه غير حساس لمثبطات أكسيداز أحادي الأمين. يثبط الكربازيد النصفي [الإنجليزية] هذا الإنزيم، بالإضافة إلى هيدرازينات أخرى وهيدروكسيلامين وبروباجيل أمين [الإنجليزية]. مع ذلك، الهيدرازينات مثبطات ضعيفة، وتم تطوير مثبطات أقوى.
يوجد أكسيداز الأمين الأولي في العضلات الملساء الخاصة بالأوعية الدموية ومختلف الأنسجة الأخرى. الوظيفة الفسيولوجية لأكسيداز الأمين الأولي غير مفهومة جيدا، واقتُرح أنه يساهم في نمو الأوعية الدموية، تنظيم تحلل الدهن وإزالة السمية. يمكن كذلك أن يعمل كإنزيم قمام لمساعدة أكسيداز أحادي الأمين. تولد عملية الأكسدة نواتج ضارة يمكن أن يكون لها دور في التسبب بالتصلب العصيدي وضررٍ للأوعية الدموية. لوحظت زيادة في نشاط أكسيداز الأمين الأولي عندالإصابة: بالتصلب العصيدي، السكري، السمنة، حالات لويحة السباتي والدوالي الوريدية.
توجد مثبطات لأكسيداز الأمين الأولي قيد التطوير. ومن البروتينات البشرية التي تحتوي على نطاق هذا الإنزيم: AOC2 وAOC3 [الإنجليزية].

## بروتينات بكتيرية تحتوي على هذا النطاق
أكسيداز التيرامين (tynA) الخاص بالإشريكية القولونية.